# Duas Igrejas (Paredes)
Duas Igrejas is een plaats (freguesia) in de Portugese gemeente Paredes en telt 3843 inwoners (2001).